# Reed Hadley
Reed Hadley (* 25. Juni 1911 in Petrolia, Texas als Reed Herring; † 11. Dezember 1974 in Los Angeles, Kalifornien) war ein US-amerikanischer Schauspieler und Hörspielsprecher.

## Leben und Karriere
Der Kaufhausmitarbeiter Hadley schaffte 1936 den Einstieg in die New Yorker Theaterszene, als er in letzter Minute einen Schauspieler in einer Produktion von Hamlet ersetzte. Sein Filmdebüt machte Hadley im Jahr 1938, in den folgenden Jahren konnte sich der hochgewachsene, dunkelhaarige Hadley mit vielen Nebenrollen und gelegentlichen Hauptrollen in Hollywood etablieren. 1939 hatte er die Hauptrolle in dem Filmserial Zorros Rache inne, welches in Deutschland auch als Teil der Fernsehserie Western von gestern ausgestrahlt wurde. Daneben wurde er in einigen Western und Kriminalfilmen in Schurkenrollen eingesetzt. In dem Western Todfeindschaft war er etwa als Westernlegende Wild Bill Hickok an der Seite von Gary Cooper zu sehen. In aufwendigeren Produktionen blieb es stets bei Nebenrollen, etwa in der Rolle eines Arztes in dem Film-noir-Klassiker Todsünde (1945) an der Seite von Gene Tierney und Cornel Wilde.
Als Erzählerstimme war Hadley in diversen Dokumentar- und Spielfilmen zu hören, darunter etwa in den im Zuge des Zweiten Weltkriegs hergestellten Produktionen Der Nazi-Plan und The Last Bomb, und in Spielfilmen wie Auf Messers Schneide und Bumerang. Zudem galt er als gefragter Sprecher in Radioproduktionen und lieh in den 1940er-Jahren der Hauptrolle des Cowboyhelden Red Ryder in einer Hörspielserie seine Stimme. Der All Movie Guide kommentierte hierzu, dass Hadley mit seiner Stimme damals bekannter als mit seinem Gesicht gewesen sei.
Das aufkommende Fernsehen der 1950er-Jahre bot Hadley vermehrt die Chance auf Hauptrollen. Von 1951 bis 1953 hatte Hadley spielte er die Hauptfigur des kettenrauchenden, hartgesottenen Captain Braddock in der Krimiserie Rocket Squad, danach übernahm er von 1954 bis 1955 eine ähnliche Rolle in der Serie Public Defender. In den 1960er-Jahren pendelte Hadley zwischen Auftritten als Gaststar in Serien und Nebenrollen in Kinofilmen. Seine letzte Filmrolle hatte er 1971 in dem Horrorfilm Brain of Blood als sterbender Landesherr, der sein Gehirn in einen anderen Körper verpflanzen lassen möchte, um weiterzuleben – mit absehbar desaströsen Folgen. Insgesamt umfasst Hadleys filmisches Schaffen zwischen 1938 und 1972 über 130 Film- und Fernsehproduktionen.
Seit 1960 befindet sich ein Stern auf dem Hollywood Walk of Fame in der Kategorie Fernsehen mit Hadleys Namen. Er starb 1974 im Alter von 63 Jahren an einem Herzinfarkt und hinterließ seine Ehefrau Helen sowie einen Sohn.

## Filmografie (Auswahl)
- 1938: Hollywood Stadium Mystery
- 1938: The Great Adventures of Wild Bill Hickok
- 1939: Sergeant Madden
- 1939: Dr. Kildare: Unter Verdacht (Calling Dr. Kildare)
- 1939: Die Findelmutter (Bachelor Mother)
- 1939: Zorros Rache (Zorro’s Fighting Legion)
- 1940: I Take This Woman
- 1940: Der Bankdetektiv (The Bank Dick)
- 1940: Flight Command
- 1941: Adventures of Captain Marvel (Serial)
- 1941: Mädchen im Rampenlicht (Ziegfeld Girl)
- 1941: Die Abenteurerin (The Flame of New Orleans)
- 1941: Unfinished Business
- 1941: Sprechstunde für Liebe (Appointment for Love)
- 1942: Reise aus der Vergangenheit (Now, Voyager)
- 1942: Juke Box Jenny
- 1942: Meine Frau, die Hexe (I Married a Witch)
- 1943: Guadalkanal – die Hölle im Pazifik (Guadalcanal Diary)
- 1944: Buffalo Bill, der weiße Indianer (Buffalo Bill) (Erzählerstimme)
- 1944: Zu Hause in Indiana (Home in Indiana)
- 1944: Mission im Pazifik (Wing and a Prayer)
- 1944: Wilson
- 1944: In the Meantime, Darling
- 1945: Die tollkühnen Abenteuer des Captain Eddie (Captain Eddie)
- 1945: A Bell for Adano
- 1945: The Nazi Plan (Dokumentarfilm, Erzählerstimme)
- 1945: Das Haus in der 92. Straße (The House on 92nd Street) (Erzählerstimme)
- 1945: Todsünde (Leave Her to Heaven)
- 1946: Shock
- 1946: Feind im Dunkel (The Dark Corner)
- 1946: Auf Messers Schneide (The Razor’s Edge) (Erzählerstimme)
- 1947: Bumerang (Boomerang) (Stimme)
- 1947: Louisiana
- 1947: Brennende Grenze (The Fabulous Texan)
- 1947: Geheimagent T (T-Men) (Erzählerstimme)
- 1947: Der Hauptmann von Kastilien (Captain from Castile)
- 1948: Der Rächer von Texas (Panhandle)
- 1948: Der Superspion (A Southern Yankee)
- 1948: Rebellion im grauen Haus (Canon City) (Sprecher der Einleitung)
- 1948: Wildfeuer, der schwarze Hengst (The Return of Wildfire)
- 1948: Schritte in der Nacht (He Walked by Night) (Erzählerstimme)
- 1948: Pferdediebe am Missouri (Last of the Wild Horses)
- 1948: Achtung! Atomspione! (Walk a Crooked Mile) (Sprecher der Einleitung)
- 1949: Adlerauge, der tapfere Sioux (Apache Chief) (Erzählerstimme)
- 1949: Ich erschoß Jesse James (I Shot Jesse James)
- 1949: Hände hoch, Old Boy! (Red Desert) (Sprecher der Einleitung)
- 1949: Der Geisterschütze (Rimfire)
- 1950: Der Baron von Arizona (The Baron of Arizona)
- 1950: Die Rückkehr von Jesse James (The Return of Jesse James)
- 1950: Todfeindschaft (Dallas)
- 1951: Tödliche Pfeile (Little Big Horn)
- 1951: Höllenreiter der Nacht (The Wild Blue Yonder)
- 1951–1953: Racket Squad (Fernsehserie, 98 Folgen)
- 1952: An der Spitze der Apachen (The Half-Breed)
- 1952: Der Sohn von Ali Baba (Son of Ali Baba)
- 1953: Kansas Pazifik (Kansas Pacific)
- 1953: Am Tode vorbei (Woman They Almost Lynched)
- 1954: Die Autofalle von Las Vegas (Highway Dragnet)
- 1954–1955: Public Defender (Fernsehserie, 69 Folgen)
- 1955: Blutgeld (Big House)
- 1959: Tausend Meilen Staub (Rawhide, Fernsehserie, Folge 1x21)
- 1959–1960: Der Texaner (The Texan, Fernsehserie, 4 Folgen)
- 1961: Abenteuer unter Wasser (Sea Hunt, Fernsehserie, Folge 4x04)
- 1961: Alles in einer Nacht (All in a Night’s Work)
- 1963: Im Sattel ritt der Tod (Gunfight at Comanche Creek)
- 1964: Perry Mason (Fernsehserie, Folge 8x09)
- 1965: Young Dillinger
- 1967: Chicago-Massaker (The St. Valentine’s Day Massacre)
- 1968: The Name of the Game (Fernsehserie, Folge 1x09)
- 1969: Green Acres (Fernsehserie, Folge 4x19)
- 1971: Brain of Blood
- 1972: Men of Crisis: The Harvey Wallinger Story (Kurzfilm)